# Montegut (Louisiane)
Pour les articles homonymes, voir Montégut.
Montegut est une census-designated place située dans la paroisse de Terrebonne en Louisiane, aux États-Unis.

## Histoire
La localité est peuplée par les Amérindiens de la tribu Pointe-au-Chien membre de la Nation des Houmas. Ils partagent leur lieu de vie avec la localité voisine de Pointe-aux-Chênes. La toponymie française atteste la persistance de la langue française parlée dans cette région depuis la période de la colonisation de la Louisiane française. Les Amérindiens Houmas et Pointe-au-Chien s'expriment toujours dans un français cadien.

## Géographie
La bourgade de Montegut est traversée par le bayou Terrebonne qui communique à la mer par la petite baie la Peur (Bay la Peur) située au fond de la baie de Terrebonne face aux îles Timbalier et la baie Timbalier.
En 2002, le territoire a été touché par l'ouragan Isidore puis l'ouragan Lili et en 2005 par l'ouragan Rita. La pollution aux hydrocarbures et aux marées noires détruisent les marais salants et lieux de pêches des Amérindiens Houmas et la communauté Pointe-au-Chien.
Le 29 août 2021, l'ouragan Ida a détruit des maisons et causé des inondations. En novembre 2021, l'Agence fédérale des situations d'urgence (FEMA) a ouvert un centre de rétablissement après sinistre à Montégut.

## Liens externes

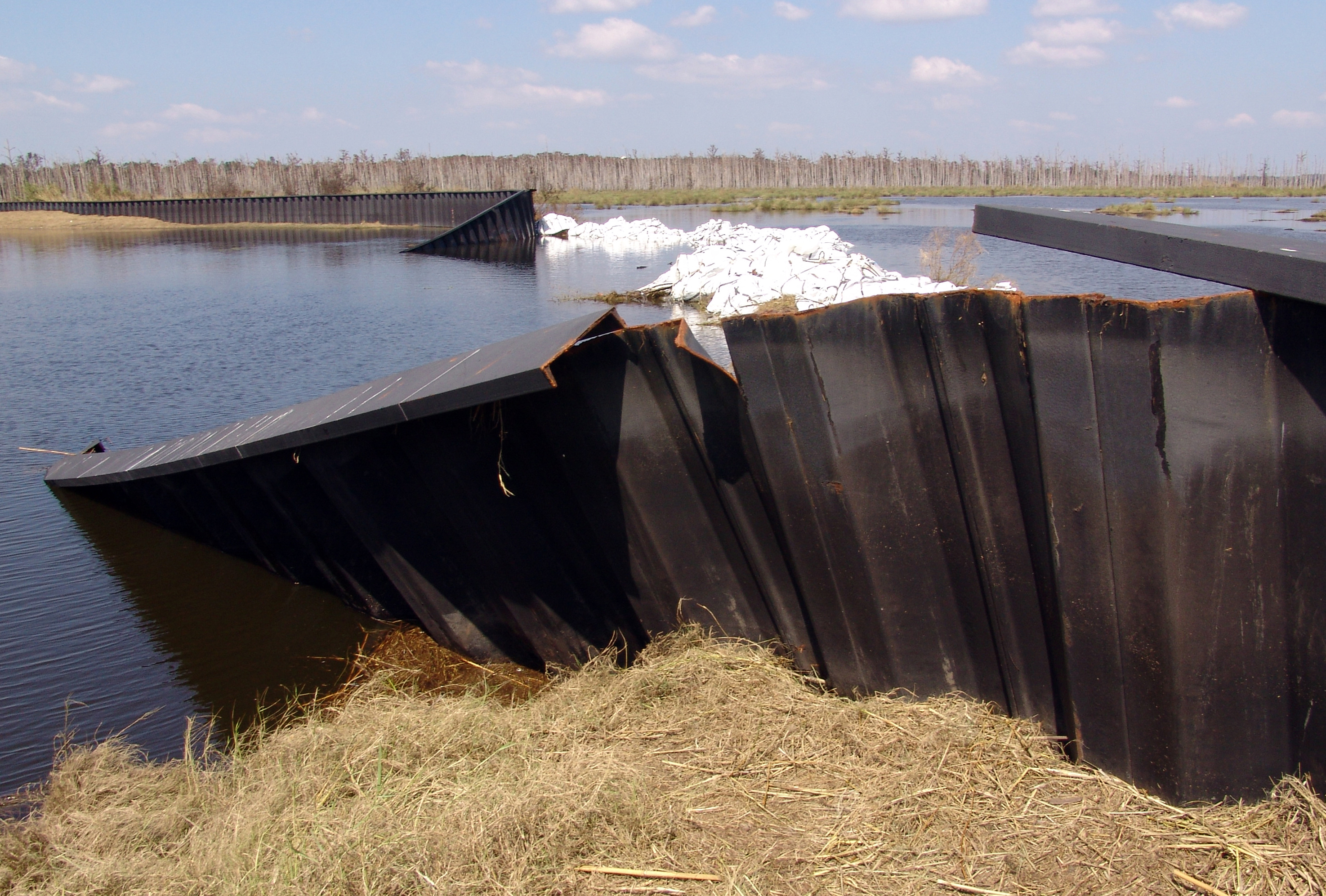
La levée de Montegut détruite par l'ouragan Rita en 2005.

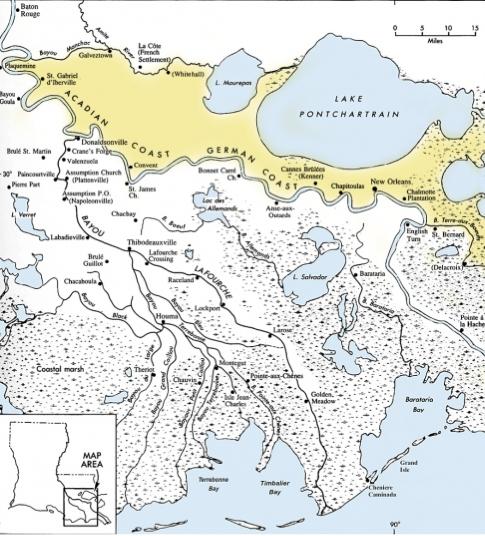
Localisation de Montegut en Louisiane.